# ویکتور هوپکینز (دوچرخه‌سوار)
ویکتور هوپکینز (انگلیسی: Victor Hopkins; ۱۹ ژوئیهٔ ۱۹۰۴ – ۸ دسامبر ۱۹۶۹) دوچرخه‌سوار اهل ایالات متحده آمریکا بود. وی در بازی‌های المپیک تابستانی ۱۹۲۴ شرکت کرده است.